# Colpodon
Colpodon — вимерлий рід травоїдних ссавців, що належав до ряду Notoungulata. Він жив під час раннього міоцену Аргентини та Чилі в Південній Америці.

## Опис
Ця тварина майже виключно відома за останками черепа, а її загальний вигляд загалом невідомий. З порівняння з деякими з його більш відомих родичів, таких як Scarrittia і Huilatherium, можна припустити, що Colpodon був відносно великою твариною, зі зростом, порівнянним з вівцею. Його череп був досить коротким і високим, з характерним набором зубів, що відрізнялося від більшості його близьких родичів, Leontiniidae. Верхні ікла були повністю відсутні, а різці були добре розвинені, але без губних поясків.

## Класифікація
Колподон був одним із перших нотоунгулятів, відомих науці; вперше його описав у 1885 році Герман Бурмейстер, який заснував рід на основі верхнього та двох нижніх корінних зубів, знайдених біля гирла річки Чубут в Аргентині. Згодом Бурмейстер описав інший вид Colpodon, C. propinquus. На початку 1900-х років Флорентіно Амегіно описав інші види Colpodon, C. distinctus і C. plicatus, і вважав, що ця тварина належить до Leontiniidae. У наступні роки Colpodon по-різному ставили до Leontiniidae і Notohippidae через його особливий зубний ряд зі спільними ознаками для обох родин. У 2012 році інший вид Colpodon, C. antucoensis, був описаний у Чилі; цей вид трохи пізніший, ніж типовий вид, і відрізняється від нього деякими зубними ознаками та вужчою мордою.
Наразі колподон вважається похідним представником родини Leontiniidae, групи нотоунгулятів важкої статури, поширених в олігоцені. Дослідження 2012 року показало тісний зв’язок між Colpodon, Huilatherium і Taubatherium, двома леонтиніїдами з тропічної клади, останки яких були знайдені в Колумбії та Бразилії.